# Elinor Field
Elinor Field (4 de janeiro de 1902 - 24 de fevereiro de 1998), muitas vezes creditada como Eleanor Field, foi uma atriz de cinema estadunidense da era do cinema mudo que atuou em 77 filmes entre 1917 e 1934. Escreveu, também, um roteiro para o cinema. Elinor foi uma das Mack Sennett Bathing Beauties.

## Biografia
Nascida em Plymouth (Pensilvânia), na Pensilvânia, Elinor foi descoberta pelo presidente da Mutual Film Corporation, James M. Sheldon, e seu primeiro filme foi a comédia curta-metragem A Film Exposure, em 1917, pela Triangle Film Corporation. Após várias comédias curtas para a Triangle, Mack Sennett, Christie Film Company e Southern California Production Company entre 1917 e 1919, em 1920 atuou no drama Once to Every Woman (no Brasil, Ambição), pela Universal Pictures.
Na era serial atuou nos seriados The Jungle Goddess (1922) e The Purple Riders (1922) em papéis principais. Atuou ao lado de Hoot Gibson em Single Handed (no Brasil, De Mãos Juntas), em 1923, e em alguns westerns ao lado de Jack Hoxie, tais como The Red Warning (1923), e depois voltou às comédias. Seu último filme foi o drama Jealousy (no Brasil, Na Voragem do Ciúme), em 1934, pela Columbia Pictures, num pequeno papel não-creditado. Em 1935, foram usadas e reeditadas cenas de arquivo do seriado The Jungle Goddess no seriado em 12 capítulos Queen of the Jungle, produzido pela Herman Wohl Productions, e por motivos financeiros o roteiro foi aproveitado.

## Morte
Morreu em Chestertown, Maryland, a 24 de fevereiro de 1998.

## Filmografia parcial
- A Film Exposure (1917)
- The Kitchen Lady (1918)
- How to Be Happy Though Married (1919)
- Once to Every Woman (1920)
- Little Eva Ascends (1922)
- The Jungle Goddess (1922)
- The Purple Riders (1922)
- Single Handed (1923)
- The Red Warning (1923)
- The Bargain Hunt (1928)
- Pink Pajamas (1929)
- Jealousy (1934)
- Queen of the Jungle (1935, com cenas de arquivo do seriado The Jungle Goddess, encenados por Elinor Field)